# Congrogadus subducens
Congrogadus subducens är en fiskart som först beskrevs av Richardson, 1843.  Congrogadus subducens ingår i släktet Congrogadus och familjen Pseudochromidae. Inga underarter finns listade i Catalogue of Life.